# Puig Oriental de Coll Roig
El Puig Oriental de Coll Roig és una muntanya de 2.795,4 m d'altitud situada al Massís del Carlit, concretament al límit entre els termes comunals d'Angostrina i Vilanova de les Escaldes i de Dorres, tots dos de l'Alta Cerdanya, a la Catalunya del Nord.
Està situat a la zona nord-oest del terme comunal d'Angostrina i Vilanova de les Escaldes i al nord del de Dorres. És a llevant del Puig Occidental de Coll Roig, bastant a prop al sud-oest del Carlit.
És destí freqüent de moltes de les rutes d'excursionisme del Massís del Carlit.